# Фукс, Николай Альбертович
Никола́й Альбе́ртович Фукс (31 июля 1895 года, Ландварово, Виленская губерния — 10 октября 1982 года, Москва) — советский учёный-физикохимик, профессор, доктор химических наук.
Основоположник аэрозольных исследований в СССР, совместно с И. В. Петряновым разработал технологию производства высокоэффективных фильтров (фильтры ФП). Автор фундаментальной монографии «Механика аэрозолей».

## Биография

### Юные годы
Николай Альбертович Фукс родился в Лантварово, где его родители проводили лето 1895 года. Его отец, Альберт Львович Фукс (1857—1938), уроженец Гродно, был известным московским адвокатом, который вёл дела Петра Ильича Чайковского, Американского и Английского посольств. Мать, Анна Иосифовна Фукс, была домохозяйкой.
В семье было пятеро детей — четыре мальчика (Лев, Ефим, Яков, Николай — самый младший из мальчиков) и девочка (Евгения). У трёх мальчиков, включая Николая, был абсолютный слух. Один играл на виолончели, другой — на альте, Николай — на скрипке, а отец — на фортепьяно. У Николая был талант к музыке, и все считали, включая его самого, что его ждёт карьера профессионального скрипача. Мальчики брали уроки музыки у лучших учителей, изучали французский и немецкий языки. Все дети закончили высшие учебные заведения. В 1913 году Николай поступил на коммерческо-технологическое отделение Московского Коммерческого Института и в 1917 году закончил его, получив звание Коммерческого инженера 1-го разряда.
После 1917 года и позднее, в 1920-х, Н. А. Фукс перепробовал много профессий. Он работал инженером на резиновой фабрике, технологом в различных артелях, некоторое время помощником машиниста локомотива и, при этом, продолжал играть на скрипке в оркестре. С 1930 года преподавал химию и физику во 2-м Московском химико-технологическом институте. С 1930 по 1933 2-й МХТИ был филиалом Единого химико-технологического института (ЕМХТИ). В 1933 на базе 2-го МХТИ создана Военная Академия Химической защиты (ВАХЗ).

### Жена и сын
В мае 1936 года в возрасте 40 лет Н. А. Фукс женился на 22-летней студентке, будущей преподавательнице английского языка. Его жена, Марина Семёновна Гусева (19 февраля 1904 года — 21 июня 1991 года), родилась в Москве. Её отец, Семён Михайлович Гусев (1875—1943), был старшим инженером-технологом группы электрификации Московской железной дороги. Мать, Екатерина Аркадьевна Гусева (1885—1919), была домохозяйкой.
18 января 1937 года у Н. А. Фукса родился сын, Михаил Николаевич Гусев.

### Начало научной деятельности
Научная деятельность Н. А. Фукса началась в 1916 году в частной физической лаборатории на квартире П. Н. Лебедева под руководством П. П. Лазарева. Бурные события времён революции и гражданской войны прервали научные занятия, к которым он вернулся лишь в 1929 году. Самостоятельная научная деятельность Н. А. Фукса началась на кафедре коллоидной химии 2-го МХТИ. Его работы этого периода были посвящены исследованию капиллярного равновесия на границе двух жидких и одной паровой фазы, разработке метода исследования поверхностей «методом росы» и завершились открытием процесса роста двумерных кристаллов при конденсации пара на поверхности.
В 1932 году по приглашению академиков А. Н. Баха и А. Н. Фрумкина организует в Физико-химическом институте имени Л. Я. Карпова первую в СССР лабораторию аэрозолей, что стало работой его жизни. В то время исследования аэродисперсных систем во всём мире находились ещё в зачаточном состоянии, поэтому первой задачей таких исследований была разработка прецизионного метода измерения размера и заряда аэрозольных частиц, которая была разрешена созданием изящного «осцилляционного метода». С помощью этого метода удалось осуществить целый ряд тонких экспериментальных исследований. В то же время Н. А. Фукс занимался вопросами механизма образования аэрозолей, и возникновения новой фазы в целом, им была разработана теория явлений переноса в аэрозолях на основе метода граничной сферы. Многие работы, выполняемые совместно с его учениками, в 1930-е годы, стали классическими. В 1937 году в лаборатории аэрозолей Н. А. Фукс, И. В. Петрянов и Наталия Дмитриевна Розенблюм сделали открытие, приведшее к созданию фильтрующих материалов ФП.

### Тюрьма
На 24 апреля 1937 года была назначена защита докторской диссертации Н. А. Фукса, которой не суждено было состояться, поскольку в ночь с 21 на 22 апреля Н. А. Фукс был арестован.
Сначала он содержался в Бутырской тюрьме НКВД в Москве, а в июле того же 1937 года его жена получила открытку из Котласа, в которой он писал, что ему дали «5 лет лагерей», и он направляется в Воркуту для работы в угольных шахтах. Суда не было, решение было вынесено заочно «тройкой» 4 июня 1937 года.
Через несколько месяцев его доставили в Москву для работы в «шарашке» (закрытом НИИ/КБ тюремного типа). В 1941 году лабораторию эвакуировали в Сибирь, а в 1944 — вернули в Москву. Работая в секретной химической лаборатории, Н. А. Фукс некоторое время сидел в одной камере с известным микробиологом, автором вирусной теории рака Л. А. Зильбером.
4 января 1938 года отец Н. А. Фукса, Альберт Львович Фукс, был арестован в возрасте 80 лет. Обвинение в участии в контрреволюционной террористической организации. 8 апреля 1938 года Военная коллегия Верховного суда СССР приговорила его к расстрелу. В этот же день приговор был приведён в исполнение в пос. Коммунарка. Реабилитирован 21 января 1958 года определением Военной коллегии Верховного суда СССР.
Из-за войны 5-летний тюремный срок Н. А. Фукса был продлён. В общей сложности, он провёл в заключении 8,5 лет. 29 октября 1945 года Н. А. Фукс был освобождён со справкой, в которой значилось «минус один» (запрещение проживать в Москве).

### Ссылка
После освобождения из тюрьмы в ноябре 1945 года Н. А. Фукс был назначен заведующим физической лабораторией в закрытом НИИ-862 в Загорске. С ноября 1946 года — старший научный сотрудник в Научном институте по удобрениям и инсектофунгицидам им. Я. В. Самойлова (НИУИФ). В феврале 1947 года он защитил диссертацию и получил учёную степень доктора химических наук. С августа 1949 года — заведующий лабораторией Центральный научно-исследовательский дезинфекционный институт (ЦНИДИ) Минздрава СССР.
Между тем времена снова стали трудными в СССР. Люди, включая бывших заключённых, снова арестовывались в больших количествах или ссылались в Сибирь. «Минус Одно» ограничение, кроме того, означало, что человек был обязан жить вне 200-километрового периметра от Москвы. Было поэтому Фукс оставить Москву и перебрался в деревню приблизительно в 200 км от Москвы, где продолжил работать над механикой аэрозолей. Позже он переехал в Кашин, небольшой город на Верхней Волге. С 1951 года работал в Ставропольском сельскохозяйственном институте,
Сталин умер весной 1953 года. Фукс был амнистирован в апреле 1953 года, получил «чистый» паспорт и вернулся в Москву к семье.

### 1960—1970 годы
В 1958 году он был полностью реабилитирован и восстановлен на работе в НИФХИ им. Л. Я. Карпова, где возглавил созданную им лабораторию физики аэродисперсных систем и где проработал до конца жизни.
Н. А. Фукс стоял у истоков создания науки об аэрозолях: много работ посвятил проблеме образования и кинетики аэрозольных систем. В 1934 году он предложил метод расчёта конденсации и коагуляции при переходном режиме столкновения частиц. Этот подход оказался исключительно плодотворным, в 1971 году вместе с А. Г. Сутугиным ему удалось усовершенствовать этот метод, и теперь формула Фукса-Сутугина считается классической. Им был опубликован ряд работ по электрической зарядке частиц, хроматографии с И. В. Петряновым, которые считаются пионерскими, много сделано в теории фильтрации совместно с А. А. Киршем и И. Б. Стечкиной.
Особую известность Н. А. Фуксу принесло издание его механики аэрозолей в 1955 в Советском Союзе, а затем за рубежом в 1964 году (издательство Pergamon Press). Несмотря на то, что появилось великое множество других монографий по аэрозолям, эта его работа до сих пор не потеряла своей актуальности. Эта его монография переведена на многие языки мира, принесла ему мировую известность, много раз была переиздана.
Н. А. Фукс был членом редколлегии Journal of Aerosol Science, Коллоидного журнала, руководителем отдела в Реферативном журнале, вёл активную педагогическую деятельность, передавая свой опыт ученикам. За свои научные заслуги он награждён Орденом Трудового Красного Знамени.

## Память
После его смерти в г. Ганновер (Германия) его именем была названа улица, на которой находится Институт токсикологии и аэрозольных исследований.
В 1990 году Международным сообществом была учреждена Международная премия им. Николая Альбертовича Фукса, которая присуждается раз в 4 года на Международных аэрозольных конференциях, она считается наиболее престижной Международной премией. В 2002 году она была вручена его преемнику на посту заведующего образованной им лаборатории — профессору А. А. Лушникову.

## Научный вклад
Изобретения:
- Авторское свидетельство СССР SU 587201: «Способ изготовления листового фильтрующего материала». Соавторы: Улыбышев В. В., Плюснина Т. А., Кирш А. А., Гурьянов В. Е.
- Авторское свидетельство СССР SU 568466: «Способ получения полимерного покрытия и устройство для осуществления этого способа». Соавторы: Кирш А. А., Коженков В. И.
- Авторское свидетельство СССР SU 180563: «Спрособ фильтрации аэрозолей» Соавтор: Медников Е П
- Авторское свидетельство СССР SU 161963: «Способ определения дисперсного состава аэрозолей». Соавтор: Янковский С. С.
- Авторское свидетельство СССР SU 103033: «Способ получения высококонцентрированного препарата ДДТ».
- Авторское свидетельство СССР SU 96506: «Прибор для измерения скорости испарения».
- Авторское свидетельство СССР SU 93574: «Способ стабилизации ионона и других душистых веществ с двойными связями». Соавтор: Бренч Т. А.
- Авторское свидетельство СССР SU 92075: Соавторы: Байбаков Ф. Б., Базанов И. П., Графов В. Д., Зверев К. Г., Черкунов В. К., Шехтман А. Г.
- Авторское свидетельство СССР SU 77920: «Способ получения пылевидных препаратов органических инсектофунгисидов». Соавтор: Куперман М. Е.
- Авторское свидетельство СССР SU 72971: «Способ получения слабо-адсорбирующих силикагалей для разделения веществ по методу распределительной хромотографии».

Монографии:
- Фукс Н. А. Механика аэрозолей. — М.: Издательство Академии наук СССР, 1955. — 351 с.
- Фукс Н. А. Испарение и рост капель в газообразной среде. Итоги науки: Физико-математические науки (Том 1). — М.: Издательство Академии наук СССР, 1958 — 89 с.
- Фукс Н. А. Успехи механики аэрозолей. — М.: Издательство Академии наук СССР, 1961. — 158 с.
- Фукс Н. А., Сутугин А. Г. Физическая химия: высокодисперсные аэрозоли. Итоги науки: Серия химия — М.: Производственно-издательский комбинат ВИНИТИ, 1969 — 82 с.